# Compsaditha parva
Compsaditha parva är en spindeldjursart som beskrevs av Beier 1951. Compsaditha parva ingår i släktet Compsaditha och familjen Tridenchthoniidae. Inga underarter finns listade i Catalogue of Life.